# Еџвуд (Мериленд)
Еџвуд (енгл. Edgewood) насељено је место без административног статуса у америчкој савезној држави Мериленд.

## Демографија
По попису из 2010. године број становника је 25.562, што је 2.184 (9,3%) становника више него 2000. године.
| Група             | 2000.          | 2010.          |
| Белци             | 15.599 (66,7%) | 12.066 (47,2%) |
| Афроамериканци    | 5.999 (25,7%)  | 10.466 (40,9%) |
| Азијати           | 383 (1,6%)     | 471 (1,8%)     |
| Хиспаноамериканци | 794 (3,4%)     | 1.708 (6,7%)   |
| Укупно            | 23.378         | 25.562         |